# NTTデータ堂島ビル
NTTデータ堂島ビル（エヌ･ティ･ティデータどうじまビル）は、大阪市北区堂島3丁目のNTTテレパーク堂島内にある超高層ビルである。

## 概要
主にデータセンターとして利用されており、JPIXやBBIX、JPNAP（いずれもインターネットエクスチェンジ）もここに置かれている。
かつてここには大阪大学微生物研究所があり、1967年に吹田市に移転した後、建設された。

## 近隣公共施設
- 大阪中之島合同庁舎 （福島1丁目）
- ほたるまち （福島1丁目）
- 国立国際美術館 （中之島4丁目）
- 大阪市立科学館 （中之島4丁目）

- 田蓑橋 （堂島川に架かる橋）

## 交通
- 京阪中之島線 中之島駅または渡辺橋駅 約500m、徒歩6分
- 阪神本線 福島駅 約300m、徒歩4分
- JR西日本東西線 新福島駅 約600m、徒歩8分
- JR西日本大阪環状線 福島駅 約700m、徒歩9分
- 地下鉄四つ橋線 西梅田駅 約600m、徒歩8分